# 歡樂今宵 (中視綜藝節目)
《歡樂今宵》是中國電視公司（中視）已停播的星期日晚間大型歌舞綜藝節目，1977年8月7日開播，1978年10月14日停播，製作單位大洋傳播，製作人湯正博，首任主持人甄妮，甄妮離職後主持人改為謝玲玲、關勇、江長文。

## 提要
《歡樂今宵》是中視傾力製作的大型綜藝節目，廣播電視大廈第一、第二與第六攝影棚都參加錄影作業，開播時工作人員如下：
- 製作人：湯正博
- 導播：湯以白
- 助理導播：李蘇莉
- 現場指導：鄧子鑫
- 美術監督：連錦源
- 美術指導：邱則明、陳錦富、王愷
- 技術指導：金長標
- 攝影：楊作次、曹義
- 燈光：林友江、盧日昌
- 視訊：吳明宗
- 音訊：徐秀吉[2]

為了配合《歡樂今宵》錄影，甄妮在1977年7月22日從英屬香港返回台北市。
《歡樂今宵》最大特色是，甄妮每集定期演唱6至7首中西流行歌曲，並邀請已成名的中視歌星來演唱自己的成名曲與接受甄妮訪問。和聲與舞蹈本來是台灣綜藝節目中可有可無的搭配，《歡樂今宵》邀請著名音樂家與舞蹈家參與設計和聲與舞蹈，以達到理想的搭配。
連錦源為《歡樂今宵》設計了十多種場景以供運用，其中在初期最常使用的兩種主要舞台設計是：
1. 在第六攝影棚搭建仿造美國舞台設計的U形舞台，歌星在跑馬燈點綴的舞台上載歌載舞，觀眾圍觀歌星表演，傳達親切真實的視覺感受與台上台下融洽的氣氛。
2. 在第一攝影棚搭建完全以銀色錫箔裝飾而成的舞台佈景，搭配兩個巨大的塔型吊燈與層疊的紗羅布幔，營造富麗堂皇的視覺感受。[5]

1977年8月7日21:45～22:45，《歡樂今宵》播出第1集，以舞蹈〈玫瑰玫瑰我愛你〉揭幕，然後是甄妮唱〈佳期假期〉。當甄妮唱完尤雅成名曲〈往事只能回味〉第一段之後，尤雅進場接唱〈往事只能回味〉；尤雅唱完〈往事只能回味〉之後繼續唱其新歌〈煙水寒〉，唱完後接受甄妮訪問，與甄妮合唱自己另一首著名歌曲〈春姑娘〉。接在尤雅之後的是楊美蓮、費貞綾與華萱萱邊唱邊跳邊比劃中國功夫：首先是楊美蓮與費貞綾載歌載舞表演〈嚮往〉，然後是華萱萱與費貞綾合唱〈對不起謝謝你〉，然後是華萱萱與楊美蓮合唱〈幸福與你同在〉，最後是楊美蓮、費貞綾與華萱萱合唱〈梅花〉。接在楊美蓮、費貞綾與華萱萱之後的是甄妮與孫情合作的舞台秀：孫情先唱〈我心留給你〉、然後演短劇〈孫情放牛〉，孫情在〈孫情放牛〉中唱〈小放牛〉這段就錄了一整個下午。在《歡樂今宵》壓軸的第五段中，該段主持人鄔裕康介紹甄妮進場，甄妮隨即連唱〈愛情長跑〉、〈秋歌〉、〈When will I See Again〉、〈Never Can Say Goodbye〉等歌。
1977年8月14日21:45～22:45，《歡樂今宵》播出第2集，內容有：①埃及舞蹈，②鄭秀英、楊美蓮、林雨青、凌菲、鄔裕康等人的歌唱，③孫情與四位妙齡女子合演歌舞劇〈一朵花〉，④蕭孋珠接受甄妮訪問並演唱自己的三首成名曲，⑤甄妮在〈甄妮Show〉中演唱〈海誓山盟〉、〈你我情相繫〉、〈熱情〉、〈Feeling〉、〈Never Can Say Goodbye〉等歌。
1978年7月，謝玲玲、關勇、江長文主持的《歡樂今宵》改回每週六21:45～22:45播出，節目內容無大變動，製作人仍為湯正博。關勇、鄔裕康主演的短劇單元〈人小鬼大〉是《歡樂今宵》謝玲玲、關勇、江長文時期的單元。